# Pionosyllis maxima
Pionosyllis maxima är en ringmaskart som beskrevs av Monro 1930. Pionosyllis maxima ingår i släktet Pionosyllis och familjen Syllidae. Inga underarter finns listade i Catalogue of Life.